# Диснеевский доллар
Диснеевский доллар, или доллар Disney (англ. Disney dollar, также Disney Money, Mickey Dollars) — вид корпоративных заменителей государственных денежных знаков (corporate scrip), продаваемые The Walt Disney Company и подлежащие обмену на товары или услуги на многих объектах Disney.
Подобные по размеру, форме и дизайну доллару США, на большинстве диснеевских долларов изображён образ Микки Мауса, Минни Маус, Дональда Дака, Гуфи, Плуто, Дамбо и/или рисунка одного из ориентиров курорта Диснейленд или Диснейуорлда. Валюта принимается в тематических парках Соединённых Штатов Америки, круизных лайнерах Disney, в Disney Store и в некоторых частях Каставей-Кей, частном острове Disney в Карибском море.
Диснеевский доллар имеет серии A и D; первый создан для курорта Диснейленд в Анахайме, Калифорния, а второй для Диснейуорлда, недалеко от Орландо, штат Флорида. В 2005 году оба курорта выпустили банкноту номиналом 50 долларов, разработанную дизайнером Disney Чарльзом Бойером (англ. Charles Boyer) в ознаменование 50-летия Диснейленда. С 2005 года компания также выпустила серию T для Disney Store. Специальные издания иногда продаются сотрудникам Disney в качестве одной из форм стимула.
Выпуск банкнот был прекращён Disney 14 мая 2016 года.

## История
Диснеевские доллары были впервые использованы в Диснейленде 5 мая 1987 года, а в парках Диснейуорлда используются, начиная с Epcot 2 октября того же года. Валюта первоначально имела номинал в размере одного и пяти долларов. В 1990 году Disney расширил номинал до десяти долларов. В 1992 году Disney Store начал использовать диснеевские доллары. Для 65-летнего юбилея Микки Мауса в 1993 году был выпущен специальный диснеевский доллар.

## Использование
Валюта подлежит обмену на товары или услуги в тематических парках Disney, круизных лайнерах Disney, в порте захода Каставей-Кей и в Disney Store, если на указаниях, напечатанных на отдельных банкнотах, не сообщается об обратном. Однако они несовместимы с монетоприёмниками и должны быть обменены на валюту США. Кроме того, если диснеевские доллары используются для покупок и выдаются мелкие монеты, мелкие монеты предоставляется в валюте США.
Их часто хранят в виде сувениров или собирают поклонники памятных вещей Disney, но на курортах Disney их также можно обменять обратно на валюту США.
Disney прекратил выпускать и печатать валюту 14 мая 2016 года; однако они всё равно будут принимать её в будущем.

## Особенности защиты
Диснеевские доллары создаются с функциями защиты от подделки, такими как микропечать, и затрудняющие сканирование/копирование отражающие чернила, которые пропечатываются спереди и сзади. Кроме того, банкноты печатаются с серийными номерами и буквами, которые являются уникальными для каждой банкноты. Доллары имеют небольшие блестящие частицы, разбросанные по всей банкноте.

## Другое
Когда 8 июля 2014 года в парке развлечений «Волшебный мир Гарри Поттера», являющийся частью Universal Orlando, открылась часть «Косой Переулок», курорт представил банкноты Гринготтс, которые выпускаются Волшебным банком Гринготтс из Волшебного мира Гарри Поттера. Банкноты можно использовать только в Universal Orlando, в отличие от диснеевских долларов, которые можно использовать в большинстве парках развлечений и курортах Disney в Соединённых Штатах.